# Orthosia plumbea
Orthosia plumbea là một loài bướm đêm trong họ Noctuidae.